# With a Little Help from My Friends
„With a Little Help from My Friends“ je druhá píseň z alba Sgt. Pepper's Lonely Hearts Club Band z roku 1967 od britské skupiny The Beatles. Skladbu napsala dvojice Lennon/McCartney (John Lennon, Paul McCartney). V roce 2004 ji časopis Rolling Stone zařadil na 311 místo v jejich seznamu 500 nejlepších písní všech dob. Skladbu předělal například Joe Cocker a vydal ji na albu With a Little Help from My Friends v roce 1969.

## Obsazení
- Ringo Starr – zpěv, bicí, tamburína
- John Lennon – doprovodný zpěv, zvonek
- Paul McCartney – doprovodný zpěv, baskytara, klavír
- George Harrison – doprovodný zpěv, elektrická kytara
- George Martin – Hammondovy varhany

## Česká coververze
Pod názvem „Přítele mám, abych měl za kým jít“ s textem Zdeňka Borovce ji v roce 1974 nazpívala Helena Vondráčková se skupinou Strýci Luďka Švábenského